# John Paul Jr.
John Lee Paul Jr., född 19 februari 1960 i Muncie i Indiana, död 29 december 2020 i Woodland Hills, Los Angeles County, Kalifornien, var en amerikansk racerförare.

## Racingkarriär
Paul vann International Motor Sports Associations sportvagnsmästerskap, efter att ha vunnit Sebring 12-timmars med sin far John Paul Sr. Paul tävlade därefter i CART, med vinst i Michigan 500 1983 som höjdpunkt. Han slutade på åttondeplats i mästerskapet. Dessutom blev han tvåa i Le Mans 24-timmars 1984 tillsammans med Jean Rondeau i en Porsche. Han lyckades inte få några fulla säsonger i CART de efterföljande åren, och problemen fortsatte när han visade sig ha varit inblandad i sin fars droghandlingsaffärer, och när Paul vägrade att vittna dömdes han till fem års fängelse för medhjälp till droghandel, varav han satt av halva tiden.
Hans image var allvarligt skadad av fängelsetiden och han fick nöja sig med att tävla för mindre team de kommande åren, vilket gjorde att han misslyckades att kvala in till Indianapolis 500 hela åtta gånger. Han blev som bäst sjua i tävlingen, vilket han uppnådde 1998, samma år som han vann sitt enda race i den nystartade Indy Racing League, en bedrift han uppnådde på Texas Motor Speedway. Paul blev elva i mästerskapet den säsongen. Han tvingades avsluta sin karriär 2001 efter att ha drabbats av Huntingtons sjukdom, men han mådde tillräckligt väl för att kunna jobba som förarcoach i Las Vegas.

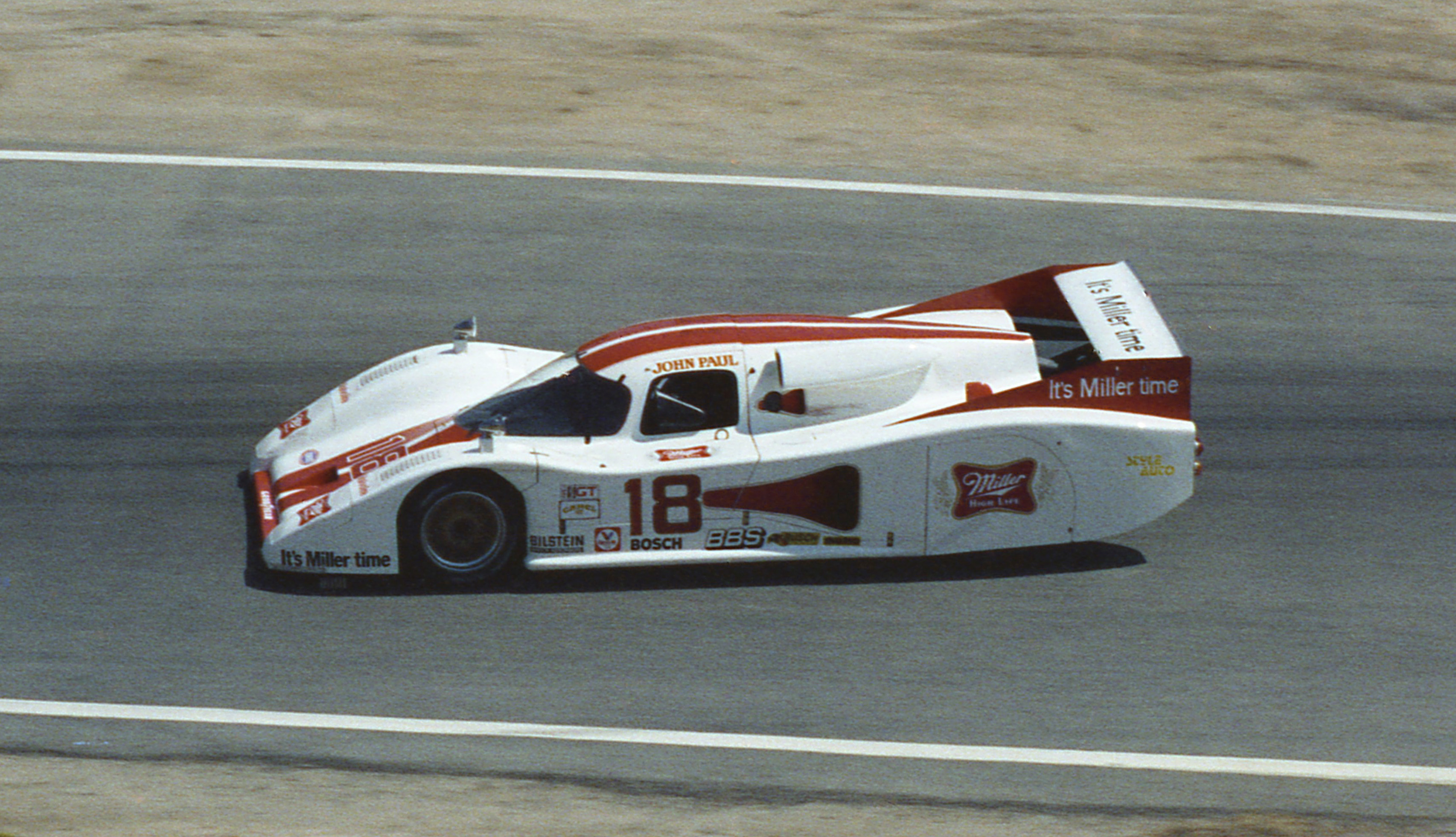
John Paul Jr på Laguna Seca 1982.